# Othreis obliterans
Othreis obliterans är en fjärilsart som beskrevs av Walker 1857. Othreis obliterans ingår i släktet Othreis och familjen nattflyn. Inga underarter finns listade i Catalogue of Life.